# فوراياك
بلدية فوراياك (بالإسبانية: Forallac) هي بلدية تقع في مقاطعة جرندة التابعة لمنطقة كتالونيا شمال شرق إسبانيا.

## الديموغرافيا
بلغ عدد سكان بلدية فوراياك 1.785 نسمة عام 2011 (وفقاً للمعهد الوطني الإسباني للإحصاء).
| 1.633 | 1.650 | 1.683 | 1.745 | 1.736 | 1.737 | 1.785 |